# Kakure kirishitan

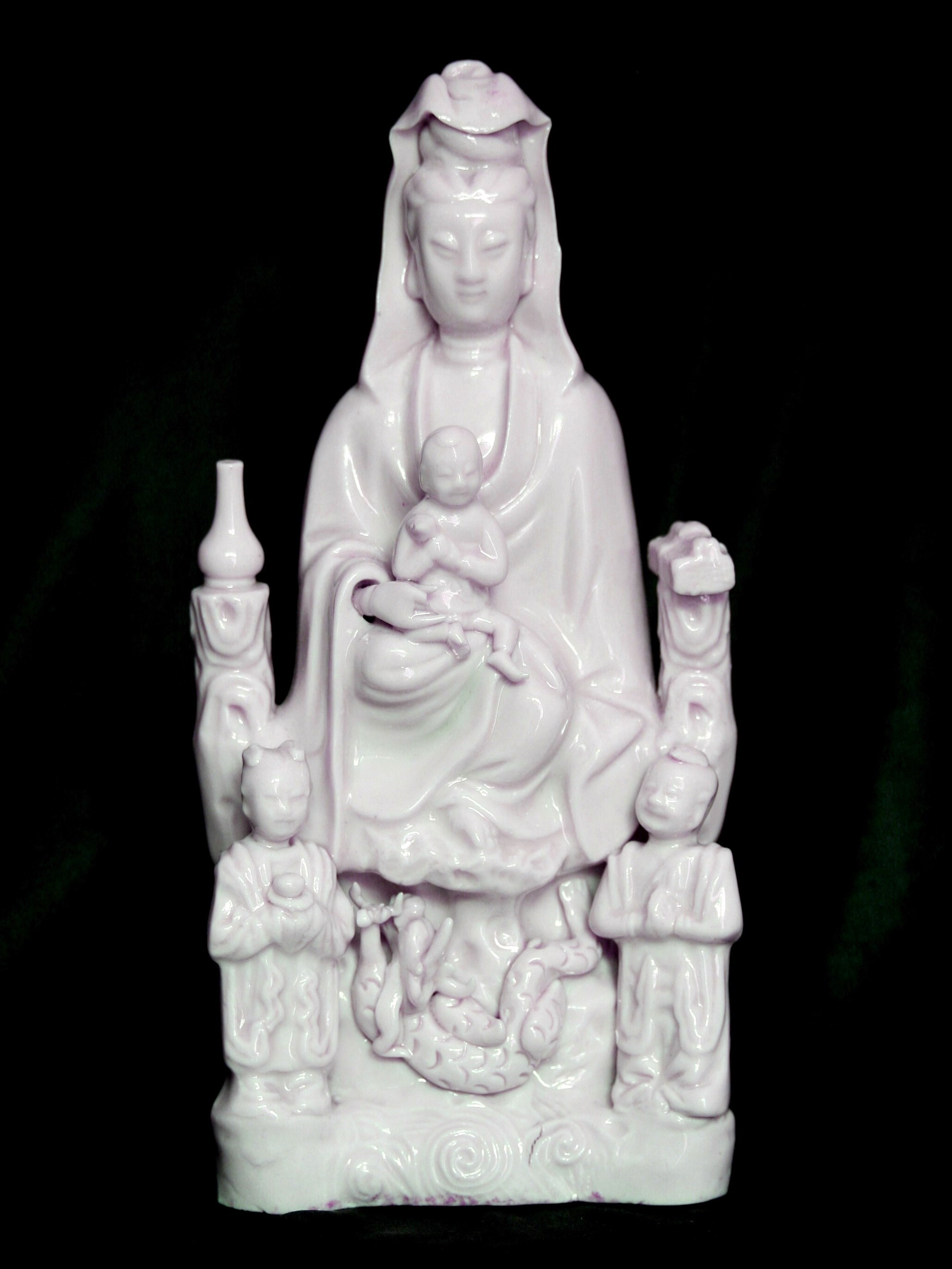
Statua di Maria-Kannon: vergine Maria assomigliante al Kannon buddhista in modo da nascondere il suo significato cristiano. Collezione Nantoyōsō, Giappone.

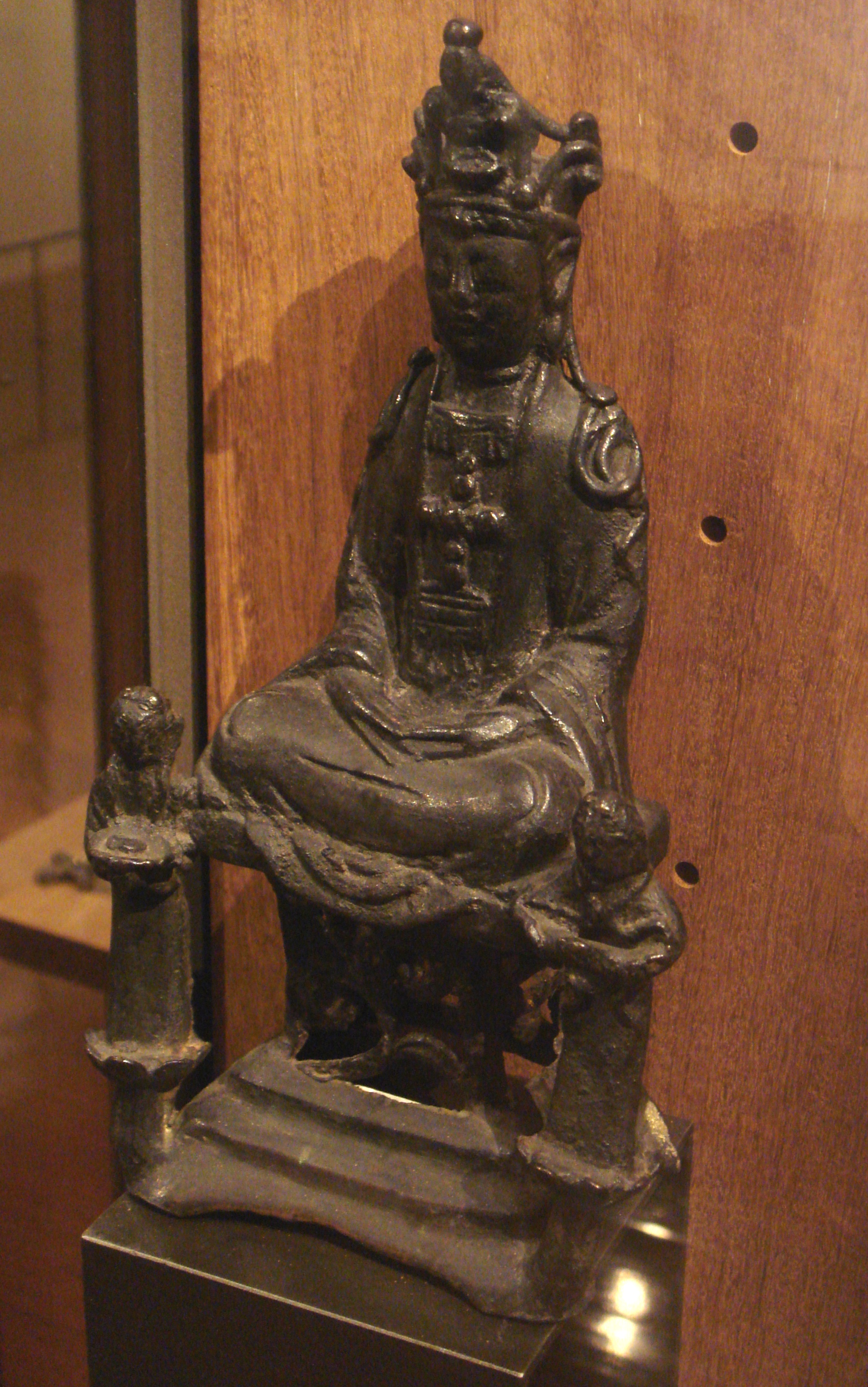
Vergine Maria camuffata da Kannon, culto Kirishitan, XVII secolo, Giappone. Sala dei Martiri, Società per le missioni estere di Parigi.

Kakure kirishitan (隠れキリシタン, giapponese per "cristiani nascosti") è un termine moderno per indicare un membro della chiesa cattolica giapponese dell'epoca Edo che entrò in clandestinità a seguito della rivolta di Shimabara intorno al 1630.

## Storia
I kakure kirishitan sono chiamati cristiani "nascosti" poiché continuarono a praticare il cristianesimo in segreto. Essi celebravano i loro riti in alcune stanze segrete all'interno delle loro abitazioni private. Nel corso del tempo le raffigurazioni dei santi e della vergine Maria sono stati trasformati in statuette che assomigliavano a statue tradizionali di buddha e di bodhisattva. Le preghiere furono scritte per sembrare dei canti buddisti, pur conservando molte parole non tradotte dal latino, dal portoghese e dallo spagnolo. La Bibbia e i testi liturgici furono trasmessi oralmente, per paura che le opere stampate fossero confiscate dalle autorità. A causa dell'espulsione del clero cattolico nel XVII secolo, le comunità cristiane kakure furono guidate da dei responsabili laici per le pratiche liturgiche e pastorali.
Il potere perseguitò questi cristiani e inventò il metodo del fumie per identificarli: ogni persona che si rifiutava di calpestare un'immagine di Gesù o della Vergine Maria era considerata come cristiana. In alcuni casi, le comunità si allontanarono dalla dottrina cristiana. Esse dimenticarono il senso delle preghiere e la loro religione divenne una versione del culto degli antenati, in cui gli antenati erano identificati con i loro martiri cristiani.
Circa 30 000 cristiani nascosti, tra cui alcuni che avevano adottato queste nuove forme di cristianesimo, uscirono dal nascondimento quando la libertà religiosa fu ristabilita nel 1873 dopo la restaurazione Meiji. I kakure kirishitan vennero allora chiamati mukashi kirishitan (昔キリシタン?), cioè "antichi" cristiani, e furono scoperti non solo nelle zone tradizionalmente cristiane di Kyushu, ma anche in altre regioni rurali del Giappone.
La maggioranza dei kakure kirishitan si riunì alla Chiesa cattolica dopo aver rinunciato alle pratiche sincretiche non ortodosse. Alcuni piccoli gruppi furono avvicinati per primi da monsignor Bernard Petitjean, vicario apostolico di Nagasaki. Altri kakure kirishitan che non rientrarono nella Chiesa cattolica divennero noti col nome di hanare kirishitan (離れキリシタン, "cristiani separati"). Gli hanare kirishitan si trovano oggi prevalentemente nel quartiere Urakami di Nagasaki e nelle isole Gotō.

## Cultura giapponese
- Il celebre romanzo Silenzio di Shūsaku Endō s'ispira alla storia orale delle comunità locali kirishitan relative al momento della soppressione della Chiesa, come fanno alcuni dei suoi racconti, tra cui Madri e Unzen. Il romanzo è stato adattato al cinema nel 1971 da Masahiro Shinoda e nel celebre film del 2016 diretto da Martin Scorsese.
- Il compositore giapponese Yasuhide Ito ha scritto un brano[5][6][7] per orchestra, intitolato Gloriosa, ispirato dalla musica dei kakure kirishitan.
- La serie di anime Samurai Champloo è basata in gran parte sulla rivolta di Shimabara e le sue conseguenze.
- La serie di anime Kenshin samurai vagabondo presenta una vicenda ispirata alla persecuzione dei kakure kirishitan.
- Rin Tohsaka, uno dei personaggi principali del visual novel Fate/stay night è un discendente d'una stirpe di kakure kirishitan.